# (7525) Kiyohira
(7525) Kiyohira est un astéroïde de la ceinture principale.

## Description
(7525) Kiyohira est un astéroïde de la ceinture principale. Il fut découvert le 18 décembre 1992 à Yakiimo par Akira Natori et Takeshi Urata. Il présente une orbite caractérisée par un demi-grand axe de 2,29 UA, une excentricité de 0,11 et une inclinaison de 6,8° par rapport à l'écliptique.

## Compléments